# Tanja Haseloop-Amsing
T.H. (Tanja) Haseloop-Amsing (Nieuw-Roden, 11 november 1966) is een Nederlands politica en bestuurster. Ze is lid van de VVD. Sinds 3 oktober 2019 is ze burgemeester van Oldebroek.

## Maatschappelijke loopbaan
Haseloop was lokale manager van de Noordenveldse Uitdaging en de Westerkwartierse Uitdaging. Verder was zij nog voorzitter van de raad van toezicht van Stichting Nederlands Museum Kinderwereld en was zij eigenaar van management- en adviesbureau THA Management & Advies. Ook was zij buitengewoon ambtenaar burgerlijke stand (BABS) en trainer van de Haya van Somerenstichting

## Politieke loopbaan
Haseloop was namens de VVD van 2006 tot 2010 gemeenteraadslid en van 2014 tot en met 2018 gemeenteraadslid en fractievoorzitter in Leek. Van 2010 tot 2014 was ze er wethouder van ruimtelijke ordening, vergunningverlening (WABO), verkeer & vervoer, milieubeleid, monumentenbeleid, openbare werken, afvalinzameling & -verwerking, cultuur, sport, accommodatiebeleid en landgoed Nienoord.
De gemeente Leek is per 1 januari 2019 opgegaan in de gemeente Westerkwartier. Daar bekleedde zij namens de VVD opnieuw de functie van raadslid en fractievoorzitter. Op 11 september 2019 nam zij afscheid van de gemeenteraad van Westerkwartier. Van 2014 tot 2016 was Haseloop voorzitter van de provinciale VVD van Groningen. Van 2017 tot 2018 was ze landelijk penningmeester van de VVD.

## Burgemeester van Oldebroek
Op donderdag 4 juli 2019 werd Haseloop door de gemeenteraad van Oldebroek aanbevolen als nieuwe burgemeester van Oldebroek. Op 9 september 2019 werd bekendgemaakt dat de ministerraad op voordracht van de minister van Binnenlandse Zaken en Koninkrijksrelaties heeft besloten haar te laten benoemen bij koninklijk besluit. De benoeming ging in op 3 oktober 2019.
Als burgemeester van Oldebroek kreeg Haseloop openbare orde & veiligheid / wettelijke taken, Oldebroek voor Mekaar (OvM) & dorpsgericht werken, regionale samenwerking, personeel & organisatie, dienstverlening, communicatie & participatie inwoners, mediabeleid, integrale handhaving en Vliegveld Lelystad & laagvliegroutes in haar portefeuille.

## Nevenfuncties
Naast haar nevenfuncties ambtshalve werd Haseloop lid van de raad van commissarissen van het Waterbedrijf Groningen. Binnen deze raad is zij vicevoorzitter/secretaris en voorzitter van de remuneratiecommissie. Daarnaast werd zij lid van de raad van toezicht van de Stichting Burgemeester Harmsmaschool in Gorredijk. Op 1 september 2022 werd ze voorzitter van het Nationaal Comité Herdenking Capitulaties 1945 (Wageningen45).

## Persoonlijk
Haseloop is getrouwd en heeft twee zoons. In haar vrije tijd houdt ze van lezen, reizen, koken en stijldansen. Ze is een dochter van oud-profvoetballer Jelte Amsing.